# Ecliptopera acalles
Ecliptopera acalles là một loài bướm đêm trong họ Geometridae.